# Fony megállóhely
Fony megállóhely egy Borsod-Abaúj-Zemplén vármegyei vasúti megállóhely Vilmány településen, a MÁV üzemeltetésében. A Vilmány déli részétől Fony felé vezető 3716-os út mellett helyezkedik el, ráadásul a vasútnak még egy megállási pontja van Vilmány határai között (a központjához közelebb), nyilván ezért kapta a nevét ez a megállóhely az egyébként jó 4 kilométerre fekvő, szomszédos község után.

## Vasútvonalak
A megállóhelyet az alábbi vasútvonalak érintik:
- Szerencs–Hidasnémeti-vasútvonal

## Kapcsolódó állomások
A megállóhelyhez az alábbi állomások vannak a legközelebb:
- Korlát-Vizsoly megállóhely (Szerencs–Hidasnémeti-vasútvonal)
- Hejce-Vilmány megállóhely (Szerencs–Hidasnémeti-vasútvonal)

## Forgalom
| Járat        | Útvonal | Gyakoriság                    |
| ------------ | --- | ----------------------------- |
| személyvonat | Abaújszántó – Abaújkér – Boldogkőváralja – Korlát-Vizsoly – Fony – Hejce-Vilmány – Göncruszka – Gönc – Zsujta – Hidasnémeti | Napi 3 pár, nyáron napi 5 pár |